# Liste des voyages présidentiels à l'étranger de Charles de Gaulle
La liste des voyages présidentiels à l'étranger de Charles de Gaulle répertorie les voyages officiels effectués par le premier président de la Cinquième République durant son passage à la tête de l'État entre 1959 et 1969.
|    | Dates                          | Pays                                                                                                 | Détails du voyage |
| -- | ------------------------------ | --- | --- |
| 1  | 23 - 29 juin 1959              | Italie                                                                                               | Visite à Rome et en Lombardie. |
| 2  | 5 - 8 avril 1960               | Royaume-Uni                                                                                          | Rencontre avec la Reine Élisabeth II, à qui il remet la croix de la Libération attribuée à son père le roi George VI. |
| 3  | 18 avril - 4 mai 1960          | Canada et États-Unis                                                                                 | Le président fait étape à Ottawa, Québec, Montréal et Toronto, puis au Capitole à Washington ; il rencontre le président Eisenhower et le vice-président Nixon, puis se rend à San Francisco et La Nouvelle-Orléans. La visite se poursuit dans les Antilles françaises.                                                                |
| 4  | 23 octobre 1960                | Monaco                                                                                               | Étape à Monaco dans le cadre d'un voyage dans les Hautes-Alpes, les Alpes-de-Haute-Provence et les Alpes-Maritimes entamé le 21 octobre à Briançon. Il rencontre le prince Rainier III. |
| 5  | 20 mai 1961                    | Allemagne de l'Ouest                                                                                 | Visite à Bonn, rencontre avec le chancelier Konrad Adenauer et déjeuner dans la résidence privée de celui-ci à Rhöndorf. |
| 6  | 24 - 26 novembre 1961          | Royaume-Uni                                                                                          | Rencontre à Londres avec le premier ministre Harold Macmillan. |
| 7  | 15 février 1962                | Allemagne de l'Ouest                                                                                 | Rencontre avec le chancelier Konrad Adenauer à Baden-Baden. |
| 8  | 4 - 9 septembre 1962           | Allemagne de l'Ouest                                                                                 | Visite à Bonn, rencontre avec le chancelier Konrad Adenauer. Le président s'adresse également aux élèves officiers de la Bundeswehr à Hambourg et à la jeunesse à Ludwigsbourg. |
| 9  | 4 - 5 juillet 1963             | Allemagne de l'Ouest                                                                                 | Cette visite intervient peu après la ratification par les deux pays du traité de l'Élysée. Elle est marquée notamment par la création de l'Office franco-allemand pour la jeunesse. |
| 10 | 16 - 20 octobre 1963           | Iran                                                                                                 | Visite à Téhéran, Chiraz, Persépolis et Ispahan. |
| 11 | 15 - 24 mars 1964              | Mexique                                                                                              | |
| 12 | 3 - 4 juillet 1964             | Allemagne de l'Ouest                                                                                 | |
| 13 | 21 septembre - 16 octobre 1964 | Amérique du Sud ( Venezuela Colombie Équateur Pérou Bolivie Chili Argentine Paraguay Uruguay Brésil) | Il s'agit du plus long déplacement à l'étranger de Charles de Gaulle, qui visite dix États : le Venezuela, la Colombie, l'Équateur, le Pérou, la Bolivie, le Chili, l'Argentine, le Paraguay, l'Uruguay et le Brésil. |
| 14 | 20 juin - 1 juillet 1966       | Union soviétique                                                                                     | Cette visite se déroule à Moscou, Novossibirsk, Akademgorod, puis comprend la visite du site de lancement de fusées de Baïkonour, première pour un chef d'État étranger. Le parcours se poursuit à Leningrad, Kiev, Volgograd, puis à nouveau Moscou où le président défend la construction d'une Europe « de l'Atlantique à l'Oural ». |
| 15 | 30 août - 2 septembre 1966     | Cambodge                                                                                             | Après des étapes à Djibouti, alors française, et en Polynésie, Charles de Gaulle prononce le 1er septembre un discours à Phnom Penh dans lequel il critique l'intervention américaine au Viêt Nam. |
| 16 | 12 - 13 juillet 1967           | Allemagne de l'Ouest                                                                                 | Visite à Bonn, rencontre avec le chancelier Kurt Georg Kiesinger. |
| 17 | 23 - 27 juillet 1967           | Canada                                                                                               | Visite au Québec, à l'invitation du premier ministre Daniel Johnson. Le déplacement est marqué par le discours prononcé à l'hôtel de ville de Montréal, dans lequel Charles de Gaulle signale son soutien à la cause québécoise. |
| 18 | 2 - 12 septembre 1967          | Pologne                                                                                              | Déplacement à Varsovie, Gdansk et visite du camp d'Auschwitz. |
| 19 | 14 - 19 mai 1968               | Roumanie                                                                                             | Rencontre avec Nicolae Ceaucescu et devant le parlement à Bucarest. |
| 20 | 27 - 28 septembre 1968         | Allemagne de l'Ouest                                                                                 | Visite à Bonn. |
| 21 | 25 - 30 octobre 1968           | Turquie                                                                                              | Visite à Ankara. |

Un jeu de société portant sur ces voyages présidentiels a été développé par Alexandre Niess et Gaultier Juilly, il s'intitule Caravelle. Diplomatie présidentielle ; il est jouable au service éducatif du Mémorial Charles de Gaulle et devrait prochainement être disponible auprès de Asteroid Games. 